# ユーゴスラビアの国旗
ユーゴスラビア社会主義連邦共和国の国旗は、汎スラブ色の青、赤、白の横縞3色を配色した国旗で、中心に社会主義の象徴である赤い五角星を配置する。
1992年4月27日のユーゴスラビア連邦共和国発足に伴い、中心の赤い五角星がはずされた。その新しいユーゴスラビアの国旗は、セルビア・モンテネグロの国旗と同じである。
ユーゴスラビアから独立した共和国では、公式旗の縦横比が1 : 2で統一されている。ただし、2006年6月5日にセルビア・モンテネグロを継承したセルビアでは、公式旗の縦横比は2 : 3である。

## 王政時代の旗

?セルビア人・クロアチア人・スロベニア人王国の国旗
?セルビア人・クロアチア人・スロベニア人王国の政府旗
?ユーゴスラビア王国の国旗
?ユーゴスラビア王国の政府旗

## 社会主義時代の旗

?ユーゴスラビア連邦人民共和国や社会主義連邦共和国時代の国旗
? ? 商船旗および政府用海上旗
? ? 軍艦旗
? 海軍用国籍旗
? 大統領旗

## 連邦共和国時代

?ユーゴスラビア連邦共和国の国旗